# Молчан, Андрей Леонидович
Андрей Леонидович Молчан (бел. Андрэй Леанідавіч Моўчан; род. 25 апреля 1972, Минск, Белорусская ССР, СССР) — белорусский дипломат.

## Биография
Родился 25 апреля 1972 года в Минске. В 1994 году окончил Белорусский государственный экономический университет по специальности «международные экономические отношения», в 2004 — Академию управления при Президенте Республики Беларусь по специальности «международные отношения и дипломатия».
Свою трудовую деятельность начал в 1994 году. Тогда он работал ведущим специалистом в Министерстве внешних экономических связей Белоруссии. В 1997 году был назначен вторым секретарем Постоянного представительства Республики Беларусь при Отделении ООН и других международных организациях в Женеве. С 2000 по 2003 — советник, начальник отдела двусторонних экономических соглашений договорно-правового управления Министерства иностранных дел Белоруссии. В 2003 году вновь попал в Постоянное представительство Республики Беларусь при Отделении ООН  и других международных организациях в Женеве на должность советника. В 2008 году был назначен заместителем начальника управления внешней политики Администрации Президента Республики Беларусь.
С 2011 по 2017 — Чрезвычайный и Полномочный Посол Республики Беларусь в Южно-Африканской Республике, а также по совместительству в Республике Ангола, Республике Зимбабве, Республике Мозамбик и Республике Намибия. С 2018 по 2020 года работал директором Департамента по туризму Министерства спорта и туризма Белоруссии. 25 июня 2020 года глава государства назначил Молчана на должность Чрезвычайного и Полномочного Посла Республики Беларусь в Боливарианской Республике Венесуэле. В 2021 году назначен послом в Боливии по совместительству.
Помимо родного языка владеет английским и французским языками.

## Личная жизнь
Женат, имеет сына и дочь.